# Серрес (стадіон)
«Муніципальний стадіон Серреса» (грец. Δημοτικό Στάδιο Ανθή Καραγιάννη) — багатофункціональний стадіон у місті Серрес, Греція, домашня арена ФК «Пансерраїкос».
Стадіон побудований та відкритий 1926 року. У ході реконструкції 1976 року побудовано дві трибуни. 2005 року встановлено систему освітлення та пластикові крісла на глядацьких місцях. У 2008 році над західною трибуною споруджено дах. 
Потужність арени становить 9 500 глядачів. Рекорд відвідування встановлено 25 червня 1972 року під час матчу між «Пансерраїкосом» та «Ларисою». Тоді за грою спостерігало 14 200 глядачів.